# 삼보동
삼보동(三保洞, 인도네시아어 Klenteng Sam Po Kong) 혹은 삼보동(三寶洞), 삼보묘(三寶廟)는 인도네시아 세마랑(Semarang) 에서 가장 오래된 중국 사원 단지로 원래 명나라 항해사 정화(鄭和)가 설립했다. 원래 이슬람교 사원으로 설립되었지만 지금은 불교와 같은 다른 종교의 활동도 이곳에서 개최되며, 한족과 자바인 등 여러 민족들이 사용한다.

## 역사
삼보동 최초 설립 일자가 정확히 언제인지에 대해서는 논란이 있으며 보통 1400년에서 1416년 사이라고 하지만, 정화가 칼랑강을 지나 현재 세마랑 서부에 왔을 때 건립되었다고 본다. 정화 함대가 상륙한 후 무슬림인 정화는 바위산 근처에서 동굴을 발견하고 그곳을 예배 장소로 사용했다. 그는 자바를 떠나기 전에 작은 사원을 지었고, 이곳을 사랑하여 자신의 부관 왕경홍을 두고 떠났다고 전한다. 동굴 안에는 정화의 조각상이 있다. 기록에 따르면 정화가 세운 사원은 1704년 한 차례 산사태로 파괴되었고 1724년에 재건되었다. 재건에는 원래 동굴과 인접한 새로운 동굴이 포함되었다. .
18세기 중반 유대인 지주 요하네스(Johanes)는 삼보동과 인근 토지 소유권을 획득하고 제사자들로부터 요금을 징수하기 시작했다.  높은 비용으로 인해 화교 사회는 연간 2,000 네덜란드 길더를 지불하고 제사를 지낼 수 밖에 없었다. 이 금액은 나중에 값을 깎아 500길더로 줄었다.  그럼에도 금액이 여전히 너무 높았기 때문에 화교 사회는 5km 바깥의 대각사(大覺寺)에 안치된 보생대제(保生大帝) 조각상에 제사지냈고, 이를 '소삼보(小三保)'라고 칭했다.  후에 현지 화교들은 중국에서 정화의 또 다른 동상을 수입하기 위해 자금을 모아 대각사에 안치했다. 1879년, 현지 대상 황지신(黃志新)은 사망한 유태인 지주로부터 삼보동과 그 주변 땅을 사서 무료로 개방했다. 이에 대한 응답으로 현지 화교들은 축하하기 위해 가두 행진을 열고, 다시 삼보동 제사로 복귀하기 시작했다. 1924년, 삼보동의 소유권은 삼보동기금회(三保洞基金會)로 이전되었다.
삼보동은 역사상 여러 번 개조되었다. 1937년 삼보동을 중수하였다. 일본이 인도네시아를 점거한 기간 동안, 일본인들은 사당에 있는 정화상에 부정적인 설명문을 추가했다. 이후 인도네시아 독립 전쟁 중 삼보동은 파괴되었고, 1950년에 재건되었다. 1960년대, 인도네시아의 불안한 정국으로 삼보동을 또다시 방치되었다. 2002년부터 2005년까지 삼보동은 다시 개조되었다.

## 건물 배치

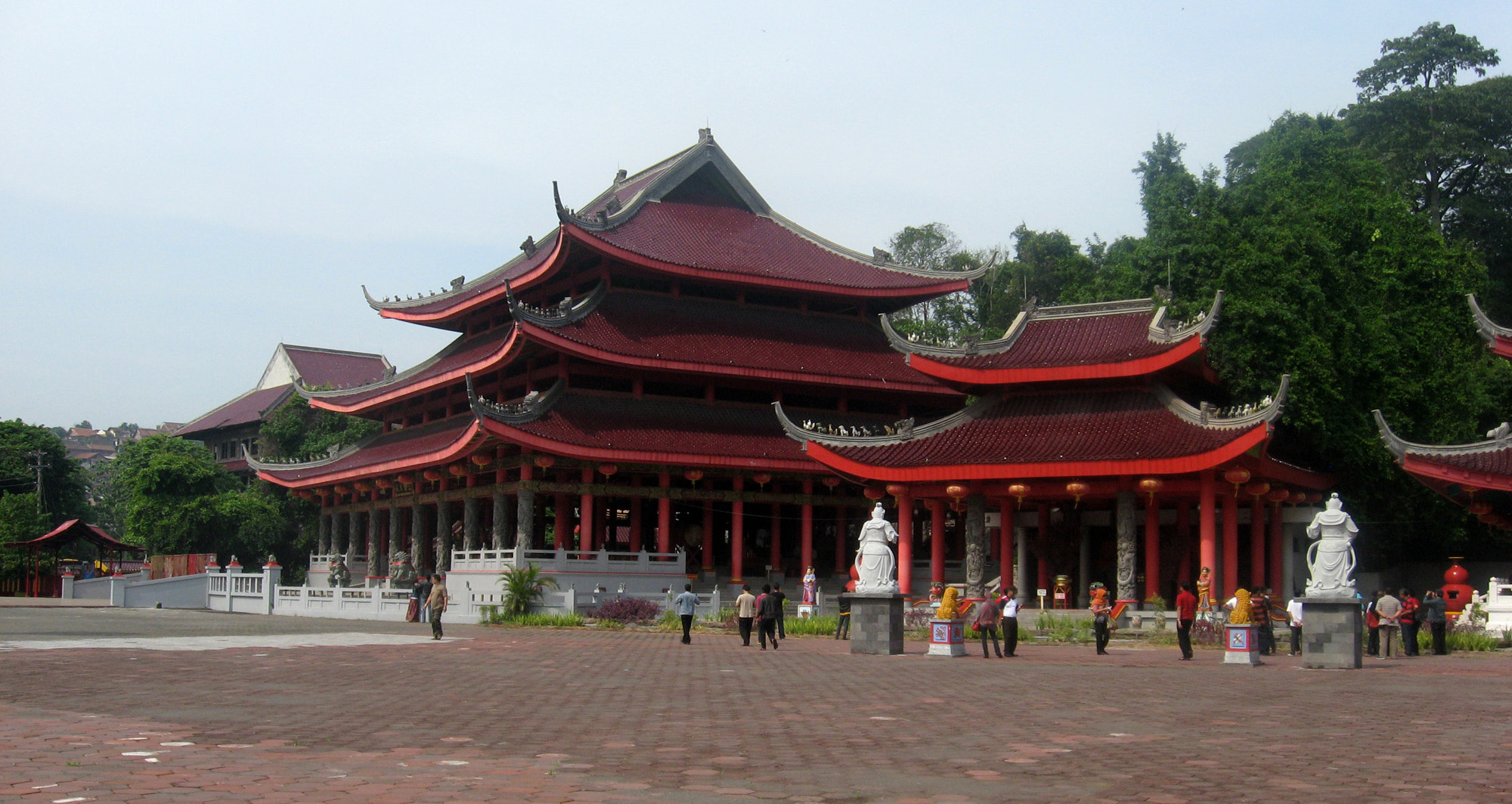
대전(大殿)(왼쪽)과 선강야묘(船舡爺廟)(오른쪽)

삼보동 건축군은 다섯 개의 주요 건축물이 있으며, 중국식 건축물과 자바식 건축물로 구성되어 있다. 5개의 건물에는 가장 오래된 삼보동과 토지동(土地洞), 선강야묘(船舡爺廟), 철묘묘(鐵錨廟), 복흥묘(福興廟)가 있으며,면적은 3.2 헥타르 (7.9 ac)이다.
토지동은 건축군 북쪽 입구 대문 안에 있으며 토지공(土地公)을 모시고 있다. 토지동 바로 옆에는 왕경홍의 관이 모셔져 있는 선강야묘가 있다. 사업의 성공을 기원할 때 자주 이용한다. 선강야묘 남쪽에는 정화상을 모시는 삼보동대전(三保洞大殿)과 대전 뒤의 삼보동이 있다. 2002년 보수 이전에 삼보동대전은 한쪽 길이가 약 16m 정도였으며, 보수 후에는 길이가 약 34미터였다. 동굴 안에는 점괘를 뽑는 데 사용되는 제단이 있고, 제단 아래에는 영원히 마르지 않고 모든 질병이 치료된다고 하는 삼보정(三保井)이 있다. 더 남쪽에는 정화 함대가 사용한 '철묘(鐵錨)' 즉 철로 된 닻을 모시는 철묘묘가 있어, 희생된 선원들을 제사지낸다. 최남단에 있는 복흥묘는 정화가 사용한 관도(關刀, 언월도)를 모시고 있다.

## 축제
매년 음력 6월 30일 정허가 세마랑에 도착한 것을 기념하기 위해 인도네시아 화교들은 대각사에 안치된 삼보공성상(三寶公聖像), 즉 정화상을 들고 가두 행진을 벌이며 삼보동까지 왔다가 돌아간다.  이 활동은 화교들 사이에서는 정화가 세마랑을 순시한 것을 상징하며, 정화에 대한 존경을 표시하는 것이기도 하다. .오늘날 이 행사는 화교들은 물론 종교나 인종에 관계 없이 누구나 참여할 수 있는 보편적인 축제가 되었다.

## 같이 보기
- 왕경홍
- 정화 (명나라)
- 정화의 원정